# Бікватерніони
Бікватерніони — комплексифікація (розширення) звичайних (дійсних) кватерніонів.

## Визначення
Бікватерніони можна описати як множини чисел виду «{\displaystyle w+xi+yj+zk}», де w, x, y, z — двовимірні гіперкомплексні числа. Альтернативний спосіб уведення — процедура Келі — Діксона: це гіперкомплексні числа вигляду {\displaystyle a+Ib}, де {\displaystyle a}, {\displaystyle b} — будь-які кватерніони, а {\displaystyle I} — «уявна одиниця розширення».
Є три види бікватерніонів, залежно від того, який вид двовимірних гіперкомплексних чисел був використаний (а саме, чому дорівнюватиме квадрат числа «{\displaystyle I}»):
- еліптичні (ординарні) (якщо {\displaystyle I^{2}=-1});
- гіперболічні (подвійні) (якщо {\displaystyle I^{2}=+1});
- параболічні (дуальні) (якщо {\displaystyle I^{2}=0}).

## Історія та застосування
Про ординарні бікватерніони написав Гамільтон 1844 року (див. праці Ірландської Королівської Академії 1844 і 1850, стор. 388). До числа прихильників цих бікватерніонів належать Александр Макфарлейн, Артур В. Конвей, Людвік Зільберштейн і Корнеліус Ланцош. Одинична квазісфера бікватерніонів забезпечує подання групи Лоренца, на якій ґрунтується спеціальна теорія відносності.
Подвійні кватерніони вивчав Вільям Кліфорд. Дуальні кватерніони інструментально забезпечують нестандартний аналіз звичайних кватерніонів. Далі, якщо не обумовлено інше, йдеться про ординарні бікватерніони.

## Властивості
«Алгебра бікватерніонів» є тензорним добутком алгебр {\displaystyle \mathbb {C} \otimes \mathbb {H} } (взятим над дійсними числами), де {\displaystyle \mathbb {C} } — та чи інша алгебра комплексних чисел, а {\displaystyle \mathbb {H} } — алгебра звичайних (дійсних) кватерніонів. Як {\displaystyle \mathbb {C} }-алгебра бікватерніони ізоморфні алгебрі комплексних матриць 2x2 M2({\displaystyle \mathbb {C} }).

### Матричне подання
Є три комплексні матриці з уявною одиницею {\displaystyle h}, для яких:
{\displaystyle {\begin{pmatrix}h&0\\0&-h\end{pmatrix}}{\begin{pmatrix}0&1\\-1&0\end{pmatrix}}} = {\displaystyle {\begin{pmatrix}0&h\\h&0\end{pmatrix}}.} 
Причому квадрат кожної з цих матриць є «мінус одинична матриця», а якщо добутку цих матриць зіставити добуток чисел {\displaystyle ij=k;ji=-k}. Отримуємо, що породжувана цими матрицями підгрупа матричної групи ізоморфна групі кватерніонів. Отже, якщо зіставити матриці {\displaystyle {\begin{pmatrix}u+iv&w+ix\\-w+ix&u-iv\end{pmatrix}}} бікватерніон {\displaystyle q=u+iv+jw+kx}, то для даної 2х2 комплексної матриці завжди існують комплексні величини {\displaystyle u,v,w,x} у цій формі. Інакше кажучи, кільце комплексних матриць ізоморфне кільцю (ординарних) бікватерніонів.

### Скалярно-векторне подання
Довільний бікватерніон {\displaystyle A} — це сума (зв'язка) комплекснозначних числа («скаляра» {\displaystyle \alpha =Sc(A)} і тривимірного вектора {\displaystyle \mathbf {a} =Vc(A)}:
{\displaystyle A=\alpha +\mathbf {a} =(\alpha ,\mathbf {a} )}
Можливі два типи скалярно-векторного подання залежно від виду добутку двох бікватерніонів. Обидва подання еквівалентні. У разі стандартного подання добутку {\displaystyle A=(\alpha ,\mathbf {a} )} і {\displaystyle B=(\beta ,\mathbf {b} )} має вигляд:
{\displaystyle AB=(\alpha \beta -(\mathbf {a} \mathbf {b} ),\alpha \mathbf {b} +\beta \mathbf {a} +[\mathbf {a} \mathbf {b} ])},
де {\displaystyle (\mathbf {a} \mathbf {b} )} і {\displaystyle [\mathbf {a} \mathbf {b} ]} — скалярний і векторний добутки відповідно.
У разі комплексного подання:
{\displaystyle AB=(\alpha \beta +(\mathbf {a} \mathbf {b} ),\alpha \mathbf {b} +\beta \mathbf {a} +i[\mathbf {a} \mathbf {b} ])}
Так визначений добуток для двох дійсних бікватерніонів дає в загальному випадку комплекснозначний бікватерніон.
Бікватерніон, спряжений даному {\displaystyle A=(\alpha ,\mathbf {a} )}, є:
{\displaystyle {\overline {A}}=(\alpha ,-\mathbf {a} )}
Квадрат модуля бікватерніона {\displaystyle A=(\alpha ,\mathbf {a} )} є комплексним числом:
{\displaystyle |A|^{2}=A{\overline {A}}={\overline {A}}A=\alpha ^{2}-\mathbf {a} ^{2}}
Він має властивість мультиплікативності:
{\displaystyle |AB|^{2}=|A|^{2}|B|^{2}}
Операції спряження і комплексного спряження, застосовані до добутку бікватерніонів, змінюють порядок співмножників:
{\displaystyle {\overline {AB}}={\overline {B}}{\overline {A}}}
{\displaystyle (AB)^{*}=B^{*}A^{*}}
Всі бікватерніони поділяють на нулькватерніони — з нульовим квадратом модуля, і решту — ненульові бікватерніони. Кожен з цих класів замкнутий відносно операції множення.

### Підалгебри
Під час розгляду (ординарних) бікватерніонів як алгебри над полем дійсних чисел {\displaystyle \mathbb {R} } набір {\displaystyle \{1,I,i,Ii,j,Ij,k,Ik\}} утворює базис, ця алгебра має дійсну розмірність простору вісім. Притому квадрати всіх елементів {\displaystyle Ii,Ij,Ik} дорівнюють {\displaystyle +1}. Отже, дійсна підалгебра, утворювана {\displaystyle \lbrace x+y(Ii):x,y\in R\rbrace }, ізоморфна кільцю, яке утворюють подвійні числа (з алгебричною структурою, аналогічною побудованій над одиничною гіперболою). Елемент {\displaystyle Ij,Ik} визначають такі ж підалгебри.
Елементи {\displaystyle \lbrace x+yj:x,y\in \mathbb {C} \rbrace } утворюють підалгебру, ізоморфну бікомплексним числам.
Третій вид підалгебри — спліт-кватерніони, породжується {\displaystyle Ij,Ik}, оскільки дійсний лінійний підпростір із базисом {\displaystyle \{1,i,Ij,Ik\}} замкнутий відносно множення (адже {\displaystyle Ij\cdot Ik=-i}). Зазначений базис утворює діедральну групу квадрата, а кокватерніони ізоморфні алгебрі дійсних матриць 2х2.
Квантова механіка і спінорна алгебра трактують бікватерніони {\displaystyle Ii,Ij,Ik} (або їх заперечення), розглядаючи їх у поданні {\displaystyle M(2,C)} як матриці Паулі.

## Примітка
1. ↑  Leonard Dickson (1914) Linear Algebras, § 13 «Equivalence of the complex quaternion and matric algebras», p.13
2. ↑  L. Silberstein, Quaternionic Form of Relativity, Philos. Mag. S., 6, Vol. 23, № 137, pp.790-809, 1912.
3. ↑  А. А. Алексеева, Дифференциальная алгебра бикватернионов. Преобразования Лоренца биволновых уравнений, Математический журнал, Алматы, Vol. 10, № 35, 2010, с.33-41
4. ↑  С. Я. Котковский, Нульвекторная алгебра, Гиперкомплексные числа в геометрии и физике, 12:2(23), 2015, с.59-172